# District de Suba
Suba était, entre 1995 et 2009, un des districts de la province de Nyanza au Kenya. Depuis cette date, il est divisé en deux nouveaux districts : Gwassi et Mbita. Depuis 2010, uni avec les anciens districts de Homa Bay et de Rachuonyo, il constitue un des 47 comtés du Kenya créés par la nouvelle Constitution.

## Toponymie
Le district tenait son nom du peuple des Suba qui en étaient les premiers occupants avant l'arrivée des Luo.

## Situation
Le district était situé sur la rive sud du golfe de Winam. Il était bordé au nord par l'ancien district de Bondo, à l'est par les anciens districts de  Rachuonyo et de Homa Bay, au sud par l'ancien district de Migori et à l'ouest (jusqu'à la frontière ougandaise) par le lac Victoria.

## Structure sociétale

### Divisions administratives
Le district (wilaya) fut créé en 1998 par la division, en deux, de l'ancien district de Migori. Il était constitué de cinq divisions administratives (tarafa)  et de deux conseils locaux (Councils), un pour la municipalité de Mbita (Town Council) et un pour le reste du district (County Council).
En 2009, il est divisé en deux et disparait en tant que district. Les nouveaux districts correspondent aux circonscriptions électorales. À savoir : 
- district de Mbita, chef-lieu Mbita ;
- district de Gwassi, chef-lieu Gwassi.

### Circonscriptions électorales
Depuis 1988, le district était constitué de deux circonscriptions électorales (Constituencies). Il était donc représenté par 2 députés (Members of Parliament ou MP) au parlement national qui compte 224 membres.